# Distrito de Osterode am Harz
El Distrito de Osterode am Harz (en alemán: Landkreis Osterode am Harz) es un Landkreis (distrito) ubicado al sureste del estado federal de Baja Sajonia (Alemania). Su capital es Osterode am Harz.

## Geografía
El distrito limita al oeste con el distrito de Northeim, al norte y noroeste con el distrito de Goslar, al sudeste con el distrito de Nordhausen perteneciente al estado de Turingia, al sur con el distrito de Eichsfeld y al sudoeste con el de Gotinga.

## Esperanto
El distrito es conocido por ser amigable a la lengua esperanto. En él se encuentra Herzberg am Harz, conocida como la ciudad del Esperanto. Además, en el Volkshochschule (universidad popular) de Osterode se ofrecen cursos de esperanto.

## Composición del distrito

### Municipios
- 1. Bad Lauterberg im Harz, Ciudad (11.772)
- 2. Bad Sachsa, Ciudad (8.174)
- 3. Herzberg am Harz, Ciudad (14.762)
- 4. Osterode am Harz, Ciudad (24.773)

### Samtgemeinden
| - 1. Samtgemeinde Bad Grund (Harz) (9585) 1. Bad Grund, Bergstadt (2558) 2. Badenhausen (2036) 3. Eisdorf (1816) 4. Gittelde, Flecken (2100) 5. Windhausen * (1075) - 2. Samtgemeinde Hattorf am Harz (8138) 1. Elbingerode (490) 2. Hattorf am Harz * (4429) 3. Hörden am Harz (1151) 4. Wulften am Harz (2068) | - 3. Samtgemeinde Walkenried (5141) 1. Walkenried * (2445) 2. Wieda (1473) 3. Zorge (1223) |

gemeindefreies Gebiet

- Harz (Landkreis Osterode am Harz) (267,37 km², unbewohnt)